# Orde del Canadà
L'Orde del Canadà és la condecoració civil canadenca de més elevat grau i és el principal punt de referència del sistema canadenc d'honors. S'atorga a aquelles persones que són un exemple del lema en llatí de l'orde, lema que ha estat pres de l'Epístola als Hebreus 11:16, desiderantes meliorem patriam, que significa "Ells desitgen una pàtria millor".
L'Orde va ser creada el 1967, coincidentment amb el centenari de la Confederació Canadenca. El sistema d'orde amb tres nivells va ser creat com a pertinença a un grup que reconeix els èxits per mèrits destacats o serveis distingits per part de canadencs, mitjançant contribucions al llarg de la seva vida en cada camp d'activitats, i la contribució ha estat molt rellevant per Canadà, com també esforços realitzats per persones no-canadenques que han contribuït mitjançant les seves accions a fer que el món sigui millor. El  monarca canadenc, avui dia Carles III, és Sobirà de l'orde, i el  Governador General en exercici, David Lloyd Johnston, és el seu Canceller. Els candidats a ser acceptats en l'orde són seleccionats per un consell assessor i són formalment designats pel Governador General, cap a abril de l'any 2008, 5,479 persones havien estat acceptats en l'Orde del Canadà, incloent-hi músics, polítics, artistes, atletes, personalitats de la televisió i estrelles de cinema, benefactors, entre d'altres. Des de 1994, els membres no honoraris són els únics ciutadans comuns que estan habilitats a prendre el  Jurament d'acceptació de la ciutadania.

## Graus
Existeixen tres graus o nivells de l'Orde del Canadà, en orde de precedència són: Companion, Oficial, i Membre. Cada un dels tres nivells tenen inicials identificatòries que els seus membres estan autoritzats a utilitzar juntament amb el seu nom. El sistema contempla la possibilitat de ser promocionat d'un nivell a un altre, encara que això en general no passa abans d'haver transcorregut cinc anys des del nomenament inicial. Per exemple el director de pel·lícules Denys Arcand va ser ascendit d'oficial a Companion.